# 27 (число)
27 (два́дцять сім) — натуральне число між 26 і 28

## Математика
- Куб числа 3.
- 1027 називається октілліон.
- 27 — одне з фігурних чисел тілесного вигляду.
- 27 — єдине позитивне ціле число, яке в 3 рази перевищує суму своїх цифр.
- 27 — при підставі 10 це перше складене число, яке не ділиться ні на одну зі своїх цифр.
- 273 = 19683, а 1 +9 +6 +8 +3 = 27[1].
- В гіпотезі Коллатца (відомої також як «гіпотеза 3n+1»), початкове значення 27 призводить до послідовності, збіжної до 1 за 112 кроків — що набагато більше, ніж у будь-якого меншого числа.

## Наука
- Атомний номер Кобальту

## Дати
- 27 рік; 27 рік до н. е.
- 1827 рік
- 1927 рік
- 2027 рік